# オペラ (ケーキ)
オペラ（フランス語: Opéra）は、ガトーショコラの一種である。菓子職人にとって究極の目標のひとつだと言われる。

## 概要
四角い形状のケーキであり、ガトーショコラの一種である。高さは2センチメートル程度で、複数の層からなる。層の数は作り手によって異なるが、7層のものが一般的だとされる。各層を形成するのは、コーヒー風味のシロップを含ませた粉末アーモンドと小麦粉で焼いたビスキュイ・ジョコンド生地、コーヒー風味のバタークリーム、チョコレートと生クリームからなるガナッシュで、表面は硬いチョコレートで覆われている。表面にチョコレートで "opéra" という文字を書き、金箔を散らすこともある。

## 沿革
1949年にダロワイヨ社を買収したシリアック・ガヴィヨンがその数年後に開発したとされる。ダロワイヨ社によると創造年は1955年である。「オペラ」と命名したのは妻のアンドレだが、命名の由来については諸説あり、ダロワイヨの近くにオペラ座があったためとする説や、ダロワイヨを訪れるエトワールや練習生に捧げたとする説がある。絢爛豪華な威容で知られるパリ・オペラ座をモデルとして作られ、ケーキの表面にはオペラ座の屋根に立つアポロン神像の黄金の琴にちなみ、金箔を施されている。。
しかし大森由紀子は、ダロワイヨ以前に「マルセル・ビュガ」というパティスリーが、オペラの原型となるお菓子を作成していたと指摘している。大森は、第二次世界大戦前後に活躍したパティシエのルイ・クレシーから店を譲られたマルセル・ビュガが、クレシーから習った「クリシー」というお菓子をホームパーティで振る舞ったところ、ビュガの親戚であったダロワイヨのオーナーがそれを気に入り、「オペラ」と名前を改めて販売し始めたと述べている。他にも『世界 たべもの起源事典』では、オペラ座の近くの菓子店が創作したという説が紹介されている。
ともあれオペラは世界中に広まり、「不滅の銘菓」と評されるようになった。パリのダロワイヨ本店ではサヴァランと並んで最も人気の高い商品のひとつで、1日に平均して800個から1200個を売り上げるという。
また近年登場した抹茶味のオペラは、日本風のオペラということで「Kabuki(歌舞伎)」と呼ばれることがある。
2019年にダロワイヨの日本法人ダロワイヨジャポンは「オペラ」をアレンジした常温保存可能の焼き菓子「オペラ トーキョー」（OPERA TOKYO）を贈答品需要に応じて発売している。「オペラ トーキョー」はチョコレートグラサージュ、コーヒー生地、チョコレートクリーム、コーヒークリーム、チョコレート生地が6層に重なる。

## 評価
菓子職人にとって、オペラは究極の目標のひとつだと言われる。雑誌『料理通信』編集長の君島佐和子は、オペラについて「非常に手間がかかる上、層が美しいかどうかが一目瞭然なので、とても神経を使うケーキ」と述べているほか、伊藤文は「オペラは層の美しさを競うお菓子だ。一段一段乱れなく均等に重ねられた、隙のないエレガントさこそ尊ばれる。ところが、ともすると、シェフはそればかりに気をとられ、一つ一つの層がバラバラに分かれて、崩れてしまうオペラにしてしまいがち」と指摘している。また、製菓学校では、"Opéra" の文字をチョコレートソースで書くという試験が課されることもある。

## ギャラリー

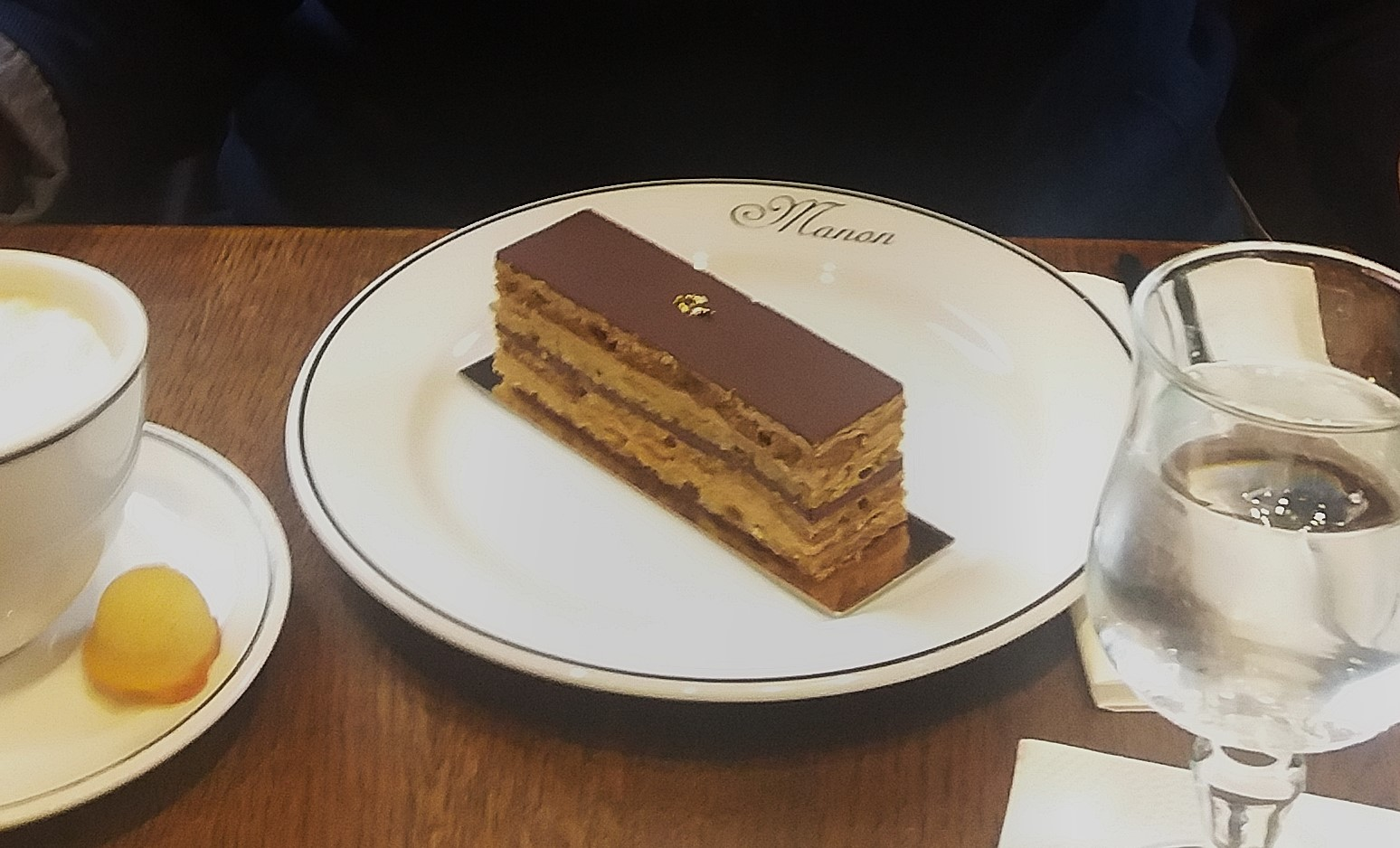
オペラ (2017年)
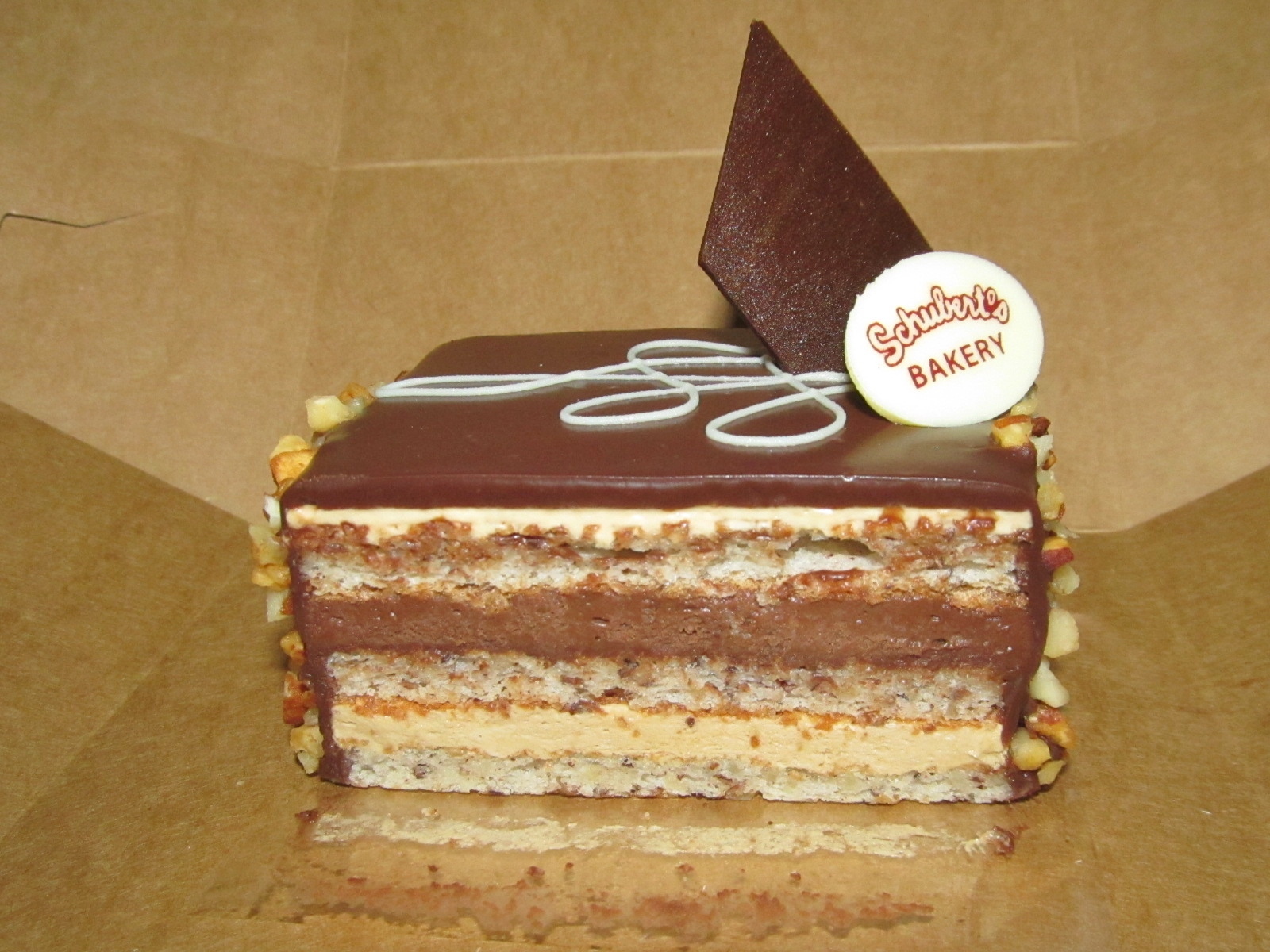
オペラの断面 (2017年)
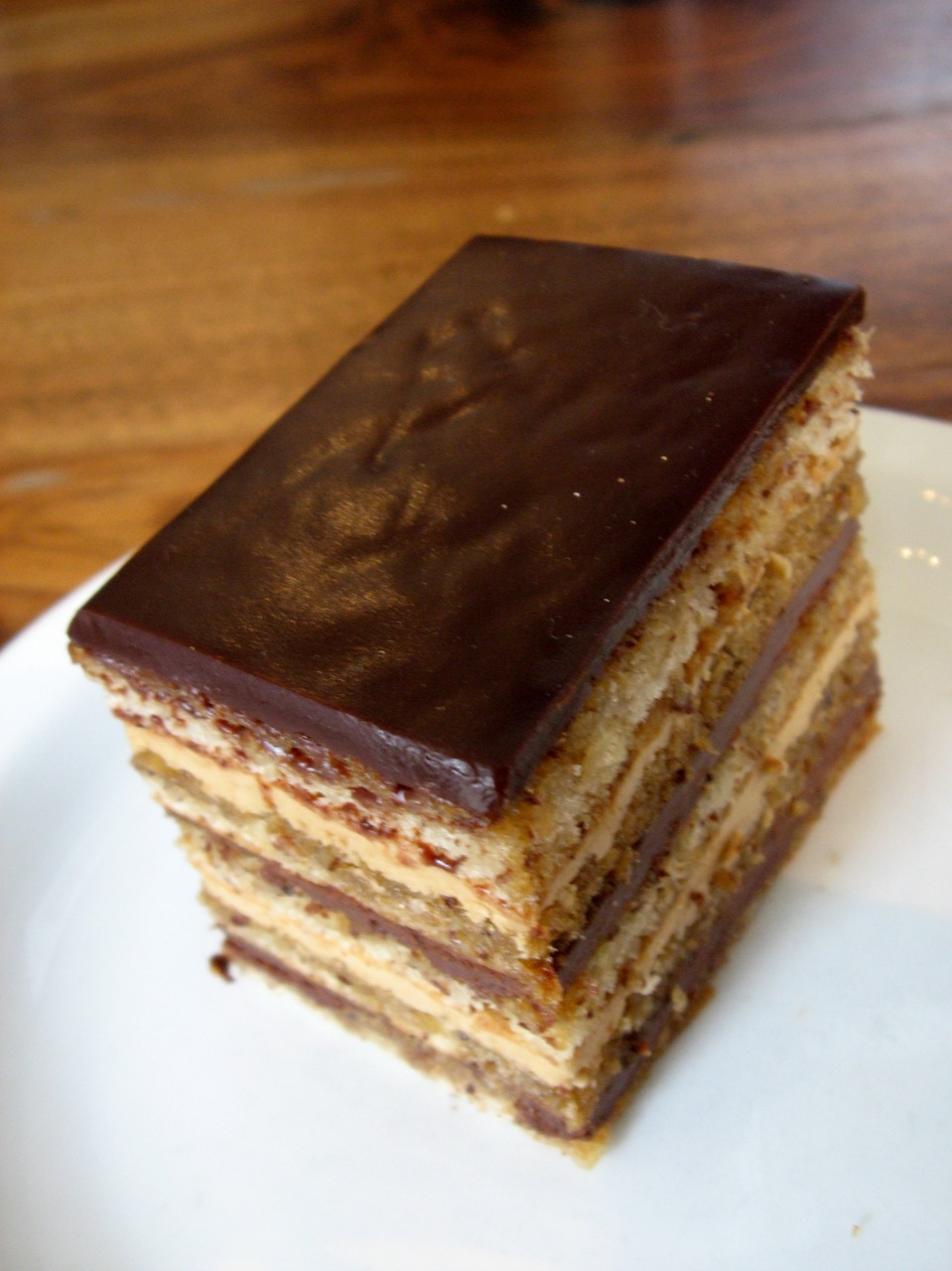
オペラの断面 (2007年)
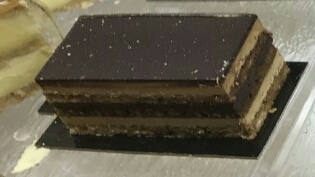
オペラ (2020年)
レギュラーオペラとラズベリーオペラ (2022年)